# Amer Deeb
Amer Khalil (en árabe: عامر ذيب محمد خليل‎; Amán, Jordania; 4 de febrero de 1980) es un exfutbolista de Jordania que jugaba en la posición de centrocampista.

## Carrera

### Club
| Periodo   | Club                     |
| --------- | ------------------------ |
| 1999–2012 | Al-Wehdat SC             |
| 2011      | → Emirates Club (cedido) |
| 2012      | → Al-Faisaly FC (cedido) |
| 2012      | Al-Yarmouk FC            |
| 2012–2013 | Al-Ittihad Kalba SC      |
| 2013–2017 | Al-Wehdat SC             |

### Selección nacional
Jugó para Jordania en 142 ocasiones de 2002 a 2014 y anotó 20 goles; participó en dos ediciones de la Copa Asiática, en la Copa de Naciones Árabe 2002 y en cinco ediciones del Campeonato de la WAFF.

## Logros
- Liga Premier de Jordania (7): 2005, 2007, 2008, 2009, 2014, 2015, 2016
- Copa de Jordania (3): 2000, 2008–2009, 2009–2010
- Copa FA Shield de Jordania (5): 2002, 2004, 2008, 2010, 2017
- Supercopa de Jordania (6): 2000, 2001, 2005, 2008, 2009, 2010

## Estadísticas

### Goles con selección nacional
| #  | Fecha      | Sede                                             | Rival       | Marcador | Resultado      | Torneo                                               |
| -- | ---------- | ------------------------------------------------ | ----------- | -------- | -------------- | ---------------------------------------------------- |
| 1  | 7-9-2002   | Abbasiyyin Stadium, Damasco, Siria               | Irak        | 2–0      | 2–3 (aet)      | 2002 West Asian Football Federation Championship     |
| 2  | 23-6-2004  | Azadi Stadium, Tehran, Irán                      | Siria       | 1–0      | 1–1 (3–4 pen.) | 2004 West Asian Football Federation Championship     |
| 3  | 15-11-2006 | Amman International Stadium, Amán, Jordania      | Omán        | 1–0      | 3–0            | Clasificación para la Copa Asiática 2007             |
| 4  | 28-1-2008  | Amman International Stadium, Amán, Jordania      | Líbano      | 3–1      | 4–1            | Amistoso                                             |
| 5  | 13-8-2008  | Takhti Stadium, Tehran, Irán                     | Catar       | 2–0      | 3–0            | 2008 West Asian Football Federation Championship     |
| 6  | 15-8-2008  | Azadi Stadium, Tehran, Irán                      | Irán        | 1–1      | 1–2            | 2008 West Asian Football Federation Championship     |
| 7  | 10-10-2009 | Mokhtar El-Tetsh Stadium, El Cairo, Egipto       | Kuwait      | 1–2      | 1–2            | Amistoso                                             |
| 8  | 22-11-2009 | King Abdullah II Stadium, Amán, Jordania         | Irán        | 1–0      | 1–0            | Clasificación para la Copa Asiática 2011             |
| 9  | 16-9-2010  | King Abdullah II Stadium, Amman, Jordania        | Irak        | 4–1      | 4–1            | Amistoso                                             |
| 10 | 2-1-2011   | Sharjah Stadium, Sharjah, Emiratos Árabes Unidos | Uzbekistán  | 1–0      | 2–2            | Amistoso                                             |
| 11 | 5-7-2011   | Atatürk Olympic Stadium, Estambul, Turquía       | Siria       | 1–0      | 1–3            | Amistoso                                             |
| 12 | 8-7-2011   | Atatürk Olympic Stadium, Estambul, Turquía       | Yemen       | 4–0      | 4–0            | Amistoso                                             |
| 13 | 23-7-2011  | Amman International Stadium, Amán, Jordania      | Nepal       | 2–0      | 9–0            | Clasificación para la Copa Mundial de Fútbol de 2014 |
| 14 | 23-7-2011  | Amman International Stadium, Amán, Jordania      | Nepal       | 5–0      | 9–0            | Clasificación para la Copa Mundial de Fútbol de 2014 |
| 15 | 6-9-2011   | Amman International Stadium, Amán, Jordania      | China       | 1–1      | 2–1            | Clasificación para la Copa Mundial de Fútbol de 2014 |
| 16 | 11-11-2011 | Amman International Stadium, Amán, Jordania      | Singapur    | 2–0      | 2–0            | Clasificación para la Copa Mundial de Fútbol de 2014 |
| 17 | 11-9-2012  | King Abdullah II Stadium, Amán, Jordania         | Australia   | 2–0      | 2–1            | Clasificación para la Copa Mundial de Fútbol de 2014 |
| 18 | 31-1-2013  | King Abdullah II Stadium, Amán, Jordania         | Indonesia   | 3–0      | 5–0            | Amistoso                                             |
| 19 | 21-3-2013  | King Abdullah II Stadium, Amán, Jordania         | Bielorrusia | 1–0      | 1–0            | Amistoso                                             |
| 20 | 27-5-2013  | King Abdullah II Stadium, Amán, Jordania         | Libia       | 1–0      | 1–0            | Amistoso                                             |